# Gausbert de Poicibot
Gausbert de Poicibot, nom que coneix múltiples variants (Jausbert) (Puycibot, Puicibot, Puegcibot, etc.), (fl....1220-1231 ...) fou un trobador occità. Se'n conserven quinze composicions.

## Vida
No es tenen dades en fonts d'arxiu d'aquest autor. Segons la vida, era del bisbat de Llemotges, fill del castellà de Poicibot (lloc no identificat amb seguretat). La vida continua dient que ingressà en un convent quan era infant (les miniatures dels manuscrits el retraten com a monjo; vegeu les il·lustracions) i que sortí del convent per voluntat de femna. Entrà sota la protecció de Savaric de Mauleon, que el feu cavaller perquè Gausbert pogués obtenir el favor d'una dama. Un cop casat amb aquesta dama, ell marxà a Espanya i la dama seguí un cavaller d'Anglaterra que finalment l'abandonà (la laissa malamen anar). Quan Gausbert tornà d'Espanya, cercà en un poble una prostituta i hi trobà la seva dona. Per això la tancà a ella en un convent i ell deixà de trobar.
Evidentment la part de la vida on es narra la separació i retrobament amb la seva dona és part del folklore i no cal atribuir-li cap veracitat, però es pot pensar que fos veritablement originari del llemosí i era realment protegit de Savaric de Mauleon, a qui dirigeix algunes cançons (p. ex. Per amor del belh temps suau (173,9) conclou amb els versos Senhe·N Savaric, larc e bo, vos troba hom en tota sazo, que·l vostre ric fag son prezan e·l dig cortes e benestan).
Pel que fa a les dates, es poden fixar a partir de les al·lusions que fa al fet que el rei Jaume el Conqueridor era encara un nen quan Gausbert escriu dues composicions (173, 10 i 173,11) i la data de la mort de Savaric de Mauleon.

## Obra

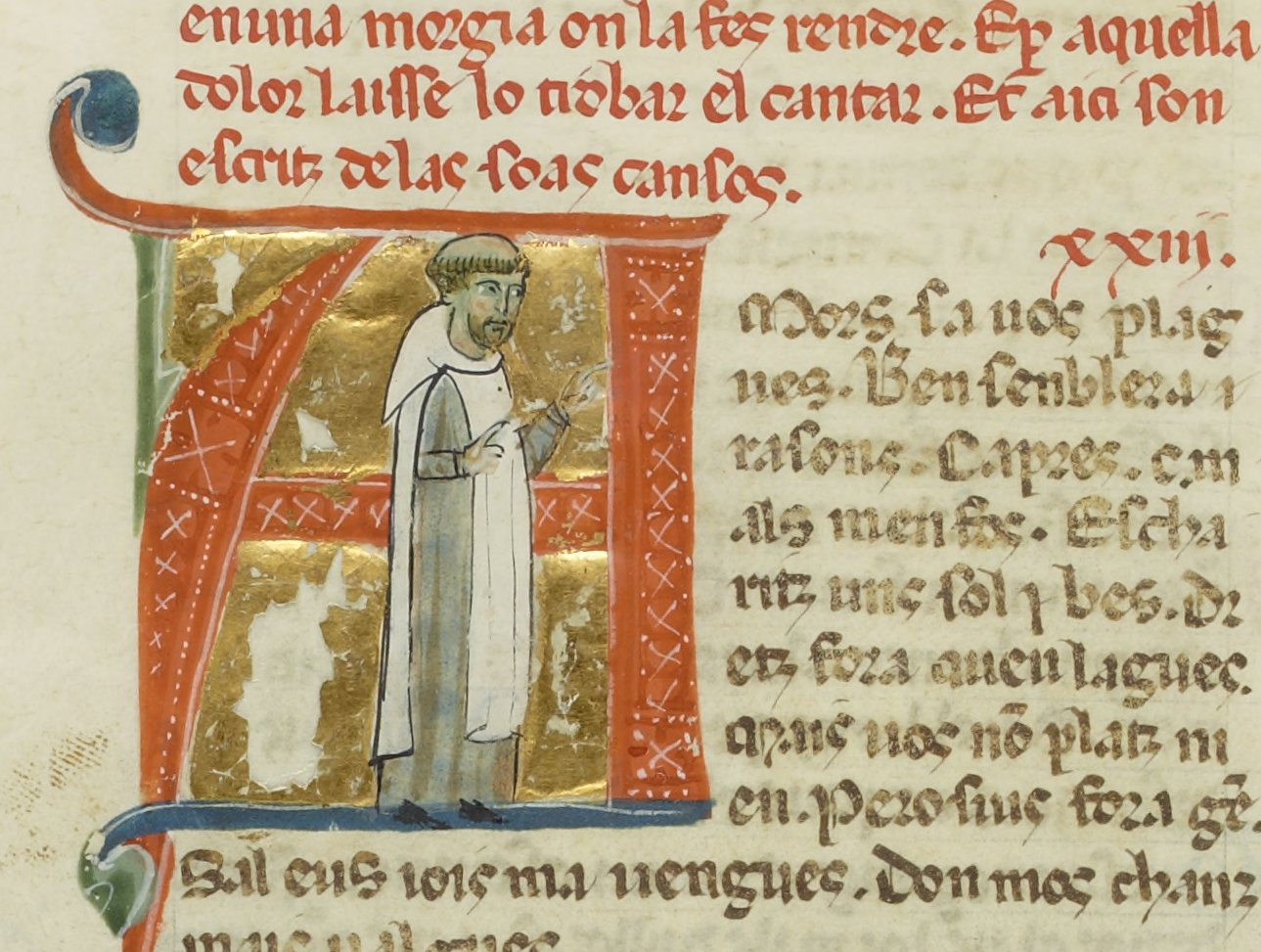
BnF ms. 854 fol. 80v; cançoner I

Es conserven quinze composicions de Gausbert de Poicibot: la major part, cançons. També un sirventès contra un joglar anomenat Gasc (no identificat) i una tençó amb un Bertran de Preissac (tampoc ben conegut) on cadascú defensa les virtuts relatives de les dones joves o velles; Gausbert defensa les joves.

### Cançons
- (173,1)[3] Amors, s'a vos plagues
- (173,1a) Era quan l'ivernz nos laissa
- (173,2) Be⋅s cujet venjar Amors
- (173,3) Car no m'abellis solatz
- (173,6) Merces es e chauzimens
- (173,7) Hueimais de vos non aten
- (173,8) Partitz de joi e d'amor
- (173,9) Per amor del belh temps suau
- (173,10) Pres soi et en greu pantais
- (173,11) S'ieu anc jorn dis clamans
- (173,12) S'ieu vos voill tan gent lauzar
- (173,13) Si res valgues en amor
- (173,14) Una grans amors corals
- (173,15) Uns joys sobriers mi somo

### Tençó
- (88,2 = 173,5) Jausbert, razon ai adrecha (amb Bertran de Preissac)

### Sirventès
- (173,4) Gasc, pecs, laitz joglars e fers

### Edicions
- William P. Shepard, Les poésies de Jausbert de Puycibot, Paris, 1924 (Classiques Français du Moyen-Age; 46)

### Repertoris
- Guido Favati (editor), Le biografie trovadoriche, testi provenzali dei secc. XIII e XIV, Bologna, Palmaverde, 1961, pàg. 319
- Alfred Pillet / Henry Carstens, Bibliographie der Troubadours von Dr. Alfred Pillet […] ergänzt, weitergeführt und herausgegeben von Dr. Henry Carstens. Halle : Niemeyer, 1933 [Gausbert de Poicibot és el número PC 173]
- Martí de Riquer, Vidas y retratos de trovadores. Textos y miniaturas del siglo XIII, Barcelona, Círculo de Lectores, 1995 p. 114-116 [Reproducció de la vida, amb traducció a l'espanyol, i miniatures dels cançoners A, I i K]